# Кобела, Молапо
Морена Матлехане Джеймс Молапо Кобела (англ. Morena Matlejane James Molapo Qhobela; 23 февраля 1933, Муела, Басутоленд — 11 октября 2014, Масеру, Королевство Лесото) — политический и государственный деятель Лесото, министр иностранных дел (1993—1994, 1994—1995).

## Биография
Начал свою политическую карьеру как молодой банковский клерк в Йоханнесбурге, вступил в Африканский конгресс Басутоленда а момент его основания в 1952 г., переименованной в 1957 г. в Партию Конгресса басото (BCP); С 1963 г. представлял партию в Лондоне, вел контрпропаганду против обвинений партии в стремлении отказаться от национальных традиций и институтов и намерении выдать монахинь замуж и превратить монастыри конюшни. В Лондоне он стремился получить ученую степень в области внешней политики, права и парламентской деятельности, а также квалификацию в качестве адвоката.
Возглавлял международный офис партии в Гане, а затем — в Египте. Отвечал за подготовку военных стажеров. так называемой «Группы 10», которая должна была стать ядром будущей национальной армии. Вместе с лидерами партии представлял её на переговорах в Лондоне относительно предоставления независимости Лесото и был избран депутатом первого парламента (1965).
В 1973 г. вместе с большинством лидеров BCP бежал в соседнюю Ботсвану после отмены результатов парламентских выборов 1970 г. и введения чрезвычайного положения. Резко выступал против действий узурпировавшей власть Национальной партии басото (BNP). Долгое время жил в вынужденной эмиграции в Лондоне.
После ожесточенной внутрипартийной борьбы в начале 1990-х гг. был избран заместителем председателя BCP. В 1990 г. вернулся в Лесото и помог партии одержать победу на парламентских выборах. Сыграл большую роль при переходе власти от военных к гражданскому правлению (1993).
- 1993—1994 и 1994—1995 гг. — министр иностранных дел Лесото,
- 1994 г. — заместитель премьер-министр и министр труда,
- 1995—1996 гг. — министр юстиции Лесото.

В 1997 г. после раскола BCP и создания премьер-министром Нцу Мокхехле новой партии «Конгресс за демократию в Лесото» (LCD), становится лидером BCP. В 2003 г. после изнурительной внутрипартийной борьбы был отстранен от должности, а в феврале смещен с неё. Не смирившись с этим обстоятельством, создает новую политическую силу — Африканский национальный конгресс Басутоленда. Однако она не была зарегистрирована в ходе парламентских выборов 2007 г., что предопределило завершение политической карьеры Кобелы.